# Papillaria flavolimbata
Papillaria flavolimbata là một loài Rêu trong họ Meteoriaceae. Loài này được (Müll. Hal. & Hampe) A. Jaeger miêu tả khoa học đầu tiên năm 1877.